# Elif Shafak
Elif Shafak ([eˈlif ʃaˈfak] Estrasburgo, 25 de octubre de 1971) es una escritora de origen turco. Ha publicado 17 libros, 11 de los cuales son novelas. Escribe tanto en turco como en inglés y ha sido traducida a 50 idiomas. Su última novela 10 Minutes 38 Seconds in this Strange World fue finalista del premio Booker Prize. Es la autora más leída en Turquía. Ha enseñado en varias universidades en Turquía, Gran Bretaña y Estados Unidos.
Es una defensora de los derechos de las mujeres, del colectivo LGBT, y de la libertad de expresión. Ha participado en varias charlas inspiradoras en TED Global.
Sus obras se basan en diversas culturas y tradiciones literarias e intenta unir oriente y occidente reflejando su interés por la historia, la filosofía, el sufismo, la mujer en la sociedad, las minorías y los inmigrantes. En 2010 recibió la distinción francesa Orden de las Artes y las Letras.

## Biografía
Su verdadero nombre es Elif Bilgin pero utiliza el nombre de su madre como seudónimo para firmar sus obras. Nació en Estrasburgo (Francia) en 1971. Después de la separación de sus padres (el filósofo Nuri Bilgin y la diplomática Shafak Atayman), Elif Shafak se crio con su madre. Ella menciona que no haber sido criada en una típica familia patriarcal tuvo un gran impacto en su trabajo. Pasó su adolescencia entre Madrid (España), Amán (Jordania) y Turquía. 
Se graduó en Relaciones Internacionales en Medio Oriente en la Universidad Técnica de Ankara, Turquía. Obtuvo su maestría de grado de Ciencia en el Género y Estudios de la Mujer, con una tesis sobre la Deconstrucción de la Feminidad a lo largo del Entendimiento Cíclico de los Derviches Heterodoxos en el Islam. Logró su Doctorado en filosofía en el Departamento de Ciencia Política en la misma universidad.
Ha escrito 17 libros, tanto en inglés como en turco que han sido traducidos a otros idiomas. Su primera novela: Pinhan (The Hidden), la hizo ganadora del premio Rumi en 1998, el cual es otorgado al mejor trabajo de literatura mística en Turquía. Dos de sus novelas en inglés que se podrían destacar son The Bastard of Istanbul y The Architect's Apprentice (ambas traducidas al español). Por las referencias al Genocidio armenio en su novela, The Bastard of Istanbul, (La bastarda de Estambul), Shafak fue acusada en Turquía "de insultar al pueblo turco" bajo el Artículo 301 del Código criminal turco. El caso fue desestimado en junio de 2006. Sin embargo, los acusadores volvieron a abrir el caso en julio de 2006 y Shafak estaba en riesgo de afrontar tres años de prisión, al igual que su traductor y editor. El 21 de septiembre de 2006, el caso renovado contra Shafak también fue desestimado por falta de pruebas.

### Temas recurrentes
Se destaca la ciudad de Estambul como uno de los puntos centrales de su obra literaria, como se puede apreciar en La bastarda de Estambul o en el Arquitecto del Universo, este último inspirado en la obra de Sinan, tal vez el arquitecto más importante del imperio Otomano. En un ensayo escrito para la revista Time, ella dice que "Este y Oeste no es agua y aceite. Ellos se mezclan. Y en una ciudad como Estambul se mezclan intensamente, sin cesar, de manera sorprendente".
Otro aspecto de interés para Shafak es el misticismo sufí. Esto se puede evidenciar en su libro The Forty Rules of Love: A Novel of Rumi, una historia de amor moderna entre una ama de casa judía-estadounidense y un moderno sufí viviendo en Ámsterdam. 
El feminismo, los derechos de las minorías y la libertad de expresión también son frecuentes en sus obras, tanto de ficción como de ensayo.

## Obras Representativas
Turco
- Kem Gözlere Anadolu, 96pp, 1994, Evrensel, ISBN 975-785-729-6[2]
- Pinhan, 224pp, 1997, Metis, ISBN 975-342-297-0[3]
- Şehrin Aynaları, 280pp, 1999, Metis, ISBN 975-342-298-9[4]
- Mahrem, 216pp, 2000, Metis, ISBN 975-342-285-7[5]
- Bit Palas, 361pp, 2002, Metis, ISBN 975-342-354-3[6]
- Araf (translation of The Saint of Incipient Insanities), 352pp, 2004, Metis, ISBN 975-342-465-5[7]
- Beşpeşe, 680pp, 2004, Metis, ISBN 467-1 (con Murathan Mungan, Faruk Ulay, Celil Oker y Pınar Kür)[8]
- Med-Cezir, 254pp, 2005, Metis, ISBN 975-342-533-3[9]
- Baba ve Piç (translation of The Bastard of Istanbul), 384 pp, 2006, Metis, ISBN 975-342-553-8[10]
- Siyah Süt, 2007, Doğan Kitap, ISBN 978-975-991-531-5[11]
- Aşk, 2009, Doğan Kitap, ISBN 978-605-111-107-0[12]
- Kâğıt Helva, 2010, Doğan Kitap, ISBN 978-605-111-426-2[13]
- Firarperest, 2010, Doğan Kitap, ISBN 978-605-111-902-1
- İskender, 2011, Doğan Kitap, ISBN 9786050902518
- Şemspare, 252s, 2012, Doğan Kitap, ISBN 9786050907995
- Ustam ve Ben, 2013, Doğan, ISBN 978-605-09-1803-8
- Sakız Sardunya, 2014, Doğan, ISBN 978-605-09-2291-2

Inglés
- The Saint of Incipient Insanities, 368pp, 2004, Farrar, Straus and Giroux, ISBN 0-374-25357-9.
- The Flea Palace (translation of Bit Palas), 260pp, 2005, Marion Boyars, ISBN 0-7145-3101-4.
- The Gaze (translation of Mahrem), 252pp, 2006, Marion Boyars, ISBN 0-7145-3121-9[14]
- The Bastard of Istanbul, 368pp, 2006, Viking, ISBN 0-670-03834-2.
- The Forty Rules of Love: A Novel of Rumi, 2010, Viking, ISBN 0-670-02145-8
- Honour, 2012, Viking, ISBN 0-670-92115-7
- The Architect's Apprentice, 2014, Viking, ISBN 9780241004913
- Three Daughters of Eve, 2016, Viking

Español
- La bastarda de Estambul, 2009, Lumen (The Bastard of Istanbul)
- El fruto del honor, 2012, Lumen (Honour)
- El Arquitecto del Universo, 2015, Lumen (The Architect's Apprentice)
- Las tres pasiones, 2016, Lumen (Three Daughters of Eve)
- Mis últimos 10 minutos y 38 segundos en este extraño mundo, 2020, Lumen.
- "La isla del árbol perdido", 2022, Lumen.

## Vida personal
Shafak ha vivido en Estambul y en los Estados Unidos, en Boston, Míchigan y Arizona, antes de mudarse al Reino Unido. Shafak ha vivido en Londres desde 2013, pero habla de "llevar Estambul en el alma".
Shafak está casada con el periodista turco  Eyüp Can Sağlık, un ex editor del periódico  Radikal , con quien tiene una hija y un hijo. En 2017, Shafak se declaró bisexual.